# Szabadkígyós
Szabadkígyós là một thị trấn thuộc hạt Békés, Hungary. Thị trấn này có diện tích 45,56 km², dân số năm 2010 là 2806 người, mật độ 62 người/km².